# Kohomologie mit Koeffizienten
In der Mathematik ist Kohomologie mit Koeffizienten in einer abelschen Gruppe eine Verallgemeinerung der klassischen Kohomologietheorien.

## Definition
Sei 
{\displaystyle 0\leftarrow K_{0}\leftarrow K_{1}\leftarrow K_{2}\leftarrow K_{3}\leftarrow \ldots }
ein Kettenkomplex und {\displaystyle G} eine abelsche Gruppe. Als Kohomologie mit Koeffizienten in {\displaystyle G} bezeichnet man die Homologie des Kokettenkomplexes
{\displaystyle 0\rightarrow \operatorname {Hom} (K_{0},G)\rightarrow \operatorname {Hom} (K_{1},G)\rightarrow \operatorname {Hom} (K_{2},G)\rightarrow \operatorname {Hom} (K_{3},G)\rightarrow \ldots }.
Für {\displaystyle G=\mathbb {Z} } erhält man die Kohomologie des Kettenkomplexes.
Für einen topologischen Raum {\displaystyle X} bezeichnet man mit {\displaystyle H^{*}(X,G)} die Kohomologie des singulären Kettenkomplexes mit Koeffizienten in {\displaystyle G}. Für {\displaystyle G=\mathbb {Z} } erhält man die singuläre Kohomologie.
Für einen Simplizialkomplex {\displaystyle S} bezeichnet man mit {\displaystyle H^{*}(S,G)} die Kohomologie des simplizialen Kettenkomplexes mit Koeffizienten in {\displaystyle G}. Für {\displaystyle G=\mathbb {Z} } erhält man die simpliziale Kohomologie.

## Beispiel
Sei {\displaystyle K} der Kettenkomplex
{\displaystyle 0\to \mathbb {Z} \rightarrow \mathbb {Z} \rightarrow \mathbb {Z} \rightarrow \mathbb {Z} \to 0},
wobei die mittlere Abbildung {\displaystyle f(x)=2x} und alle anderen Abbildungen konstant {\displaystyle 0} seien. Die Homologiegruppen sind 
{\displaystyle H_{0}(K)=\mathbb {Z} ,H_{1}(K)=\mathbb {Z} /2\mathbb {Z} ,H_{2}(K)=0,H_{3}(K)=\mathbb {Z} }.
Die Kohomologiegruppen mit Koeffizienten in {\displaystyle \mathbb {Z} } sind
{\displaystyle H^{0}(K)=\mathbb {Z} ,H^{1}(K)=0,H^{2}(K)=\mathbb {Z} /2\mathbb {Z} ,H^{3}(K)=\mathbb {Z} }.
Die Kohomologiegruppen mit Koeffizienten in {\displaystyle \mathbb {Z} /2\mathbb {Z} } sind
{\displaystyle H^{0}(K,\mathbb {Z} /2\mathbb {Z} )=\mathbb {Z} /2\mathbb {Z} ,H^{1}(K,\mathbb {Z} /2\mathbb {Z} )=\mathbb {Z} /2\mathbb {Z} ,H^{2}(K,\mathbb {Z} /2\mathbb {Z} )=\mathbb {Z} /2\mathbb {Z} ,H^{3}(K,\mathbb {Z} /2\mathbb {Z} )=\mathbb {Z} /2\mathbb {Z} }.

## Berechnung
Die Kohomologie mit Koeffizienten kann aus der klassischen Homologie mit Hilfe des universellen Koeffizientensatzes, nach dem
{\displaystyle 0\to \operatorname {Ext} _{\mathbb {Z} }^{1}(H_{n-1}(X),G)\to H^{n}(X;G)\to \operatorname {Hom} (H_{n}(X),G)\to 0}
eine kurze exakte Folge ist, berechnet werden.